# العلاقات الألبانية النمساوية
العلاقات الألبانية النمساوية هي العلاقات الثنائية التي تجمع بين ألبانيا والنمسا.

## مقارنة بين البلدين
هذه مقارنة عامة ومرجعية للدولتين:
| وجه المقارنة                                              | ألبانيا                                                    | النمسا                                                    |
| --------------------------------------------------------- | ---------------------------------------------------------- | --------------------------------------------------------- |
| المساحة (كم2)                                             | 28.75 ألف                                                  | 83.86 ألف                                                 |
| عدد السكان (نسمة)                                         | 3.02 مليون                                                 | 8.81 مليون                                                |
| الكثافة السكانية (ن./كم²)                                 | 105.04                                                     | 105.06                                                    |
| العاصمة                                                   | تيرانا                                                     | فيينا                                                     |
| اللغة الرسمية                                             | اللغة الألبانية                                            | اللغة الألمانية، لغة الإشارة النمساوية ‏                   |
| العملة                                                    | ليك ألباني                                                 | يورو، شلن نمساوي، رايخ مارك، شلن نمساوي                   |
| الناتج المحلي الإجمالي (بليون دولار)                      | 13.04 مليار                                                | 416.60 مليار                                              |
| الناتج المحلي الإجمالي (تعادل القوة الشرائية) بليون دولار | 33.17 مليار                                                | 426.99 مليار                                              |
| الناتج المحلي الإجمالي الاسمي للفرد دولار أمريكي          | 3.94 ألف                                                   | 43.77 ألف                                                 |
| الناتج المحلي الإجمالي للفرد دولار أمريكي                 | 11.11 ألف                                                  | 47.68 ألف                                                 |
| مؤشر التنمية البشرية                                      | 0.764                                                      | 0.885                                                     |
| رمز المكالمات الدولي                                      | +355                                                       | +43                                                       |
| رمز الإنترنت                                              | .al                                                        | .at                                                       |
| المنطقة الزمنية                                           | توقيت وسط أوروبا، ت ع م+01:00، ت ع م+02:00، أوروبا/تيرانا ‏ | توقيت وسط أوروبا، ت ع م+01:00، ت ع م+02:00، أوروبا/فيينا ‏ |

## منظمات دولية مشتركة
يشترك البلدان في عضوية مجموعة من المنظمات الدولية، منها:
| علم المنظمة | اسم المنظمة                               | تاريخ انضمام ألبانيا | تاريخ انضمام النمسا |
| ----------- | ----------------------------------------- | -------------------- | ------------------- |
|             | الاتحاد البريدي العالمي                   | ?                    | ?                   |
|             | يونسكو                                    | 16 أكتوبر 1958       | 13 أغسطس 1948       |
|             | مؤسسة التنمية الدولية                     | 15 أكتوبر 1991       | 28 يونيو 1961       |
|             | منظمة حظر الأسلحة الكيميائية              | ?                    | ?                   |
|             | منظمة التجارة العالمية                    | ?                    | ?                   |
|             | الأمم المتحدة                             | 14 ديسمبر 1955       | 14 ديسمبر 1955      |
|             | وكالة ضمان الاستثمار متعدد الأطراف        | 15 أكتوبر 1991       | 16 ديسمبر 1997      |
|             | منظمة الشرطة الجنائية الدولية             | ?                    | ?                   |
|             | مؤسسة التمويل الدولية                     | 15 أكتوبر 1991       | 28 سبتمبر 1956      |
|             | الاتحاد الدولي للاتصالات                  | 2 يونيو 1922         | 1866                |
|             | البنك الدولي للإنشاء والتعمير             | 15 أكتوبر 1991       | 27 أغسطس 1948       |
|             | مجلس أوروبا                               | ?                    | ?                   |
|             | منظمة الأمن والتعاون في أوروبا            | 19 يونيو 1991        | 25 يونيو 1973       |
|             | المركز الدولي لتسوية المنازعات الاستشارية | 14 نوفمبر 1991       | 24 يونيو 1971       |
|             | المنظمة الأوروبية لسلامة الملاحة الجوية   | 2002                 | 1993                |

## وصلات خارجية
- موقع وزارة الخارجية الألبانية
- موقع وزارة الخارجية النمساوية